# 2014년 2월 죽음
다음은 2014년 2월에 사망한 저명한 인물 목록이다.
- 2월 1일
  - 대한민국의 음악평론가 서병후
  - 스페인의 축구인 루이스 아라고네스
  - 러시아의 군인 바실리 이바노비치 페트로프
- 2월 2일 - 미국의 영화배우 필립 시모어 호프먼
- 2월 4일
  - 대한민국의 언론인 박권상
  - 홍콩의 영화배우 우마
- 2월 5일 - 미국의 정치학자 로버트 앨런 달
- 2월 10일
  - 대한민국의 정치인 손태곤
  - 미국의 영화배우 셜리 템플
- 2월 12일 - 대한민국의 음악가 김정자
- 2월 13일 - 미국의 영화배우 랠프 웨이트
- 2월 14일 - 영국의 축구인 톰 피니
- 2월 17일
  - 독일의 정치인 페터 플로린
  - 대한민국의 영화배우 황정순
- 2월 18일 - 미국의 프로레슬링 넬슨 프레지어 주니어
- 2월 21일 - 대한민국의 건축가 이종호
- 2월 24일 - 미국의 영화배우 해럴드 레이미스
- 2월 25일 - 대한민국의 정치인 최종성
- 2월 27일 - 대한민국의 교육인 이효계